# Liten kraterlav
Liten kraterlav (Gyalecta subclausa) är en lavart som beskrevs av Anzi. Liten kraterlav ingår i släktet Gyalecta,  och familjen Gyalectaceae.  Arten är reproducerande i Sverige. Inga underarter finns listade i Catalogue of Life.
En av landets få lokaler med liten kraterlav är naturreservatet Hässle backe vid Herrvik på Östergarnslandet på Gotland.